# Владимир Расате
Владимѝр Раса̀те е княз на България от 889 до 893 г.

## Биография
Той е първородният син на княз Борис I Михаил (управлявал от 852 до 889 и за кратко в 893, когато детронира Владимир), който предвид по-късните събития му преотстъпва престола, за да се замонаши. Не е известно кога точно е роден Владимир. За неговия трети брат Симеон е известно, че е роден около 863 – 864 г., поради което Владимир несъмнено идва на власт като зрял мъж. Негова по-малка сестра е княгиня Анна Българска.
В българската историография личността на княз Владимир-Расате се свързва с опита му да възпре налагането на християнската религия в България. Широко разпространено е мнението, че за разлика от баща си, който провежда последователна политика на християнизация, Владимир проявява привързаност към старите езически обичаи на българите. Хрониката на абат Регинон (840 – 915) най-общо съобщава, че когато става княз, Владимир „... почнал да върши грабежи (според друг превод „... почнал да се занимава с лов...“), да прекарва времето си в пиянство, пиршества и разврат и с всички средства да възвръща новопокръстения народ към езическите обреди“.
Двойното име Владимир-Расате не се среща в изворите. Във византийските източници, в хрониката на манастира във Фулда (днешна провинция Хесен, Германия) и в домашните писмени паметници владетелят е записан единствено като Владимир (Laodomur, Βαλδιμερ или Μαλαμηρ), където името му е объркано с това на хан Маламир. Името Расате (Rasate) се среща единствено в една приписка към прочутото евангелие от гр. Чивидале, откъдето минава българското пратеничество на път за Рим през 867 г., за да се срещне с папа Николай I. В тази преписка са записани имената на всички членове на тогавашното княжеско семейство – княз Борис I, съпругата му Мария и техните деца. Прибавен е и списък с имената на българските пратеници и техните семейства. Очевидно мнението на мнозина учени, че Расате е езическото име на владетеля, е погрешно. Той действително запазва езическото си име, след като става християнин и продължава да се нарича Владимир. Всъщност Расате явно е прозвище идващо от битките му при Рас – пограничен български град по време на Първата българска държава. Явно по името на града-крепост престолонаследникът на княз Борис I – Владимир е наречен Владимир Расате, защото както предава в „За управлението на империята“ Константин Багренородни, Владимир пресича границата и нахлува дълбоко в сръбските земи, но заедно с дванадесетте велики боили е пленен във втората българска война със сърбите около 854 г., което налага лично владетелят Борис I да се намеси за освобождаването им. Сключен е „вечен мир“, като сръбските велможи правят дарове и изпращат владетеля с придружаващите го от Достиника до българската крепост Рас. Интересно е, че получените дарове са възприемани в България като данък („пактон“) и признаване на политическата зависимост на сръбските князе от Борис, а от своя страна източникът за събитията Константин Багренородни първо твърди, че сърбите са победили, но след това пише, че сръбските принцове са отведени в българския двор, което фактически свидетелства за успешния за българите завършек на войната. Друга хипотеза е, че Владимир е представител на фракция, поддържаща тангризма, която се бои от нарастващото византийско влияние в българския двор чрез християнството и затова започва гонения. В това отношение той е по-близо до Юлиан Отстъпник. След като Владимир се качва на престола и се опитва да опожари няколко български града, Борис I се връща на власт, изважда очите на Владимир и го хвърля в тъмница.